# Miss Oost-Vlaanderen
Miss Oost-Vlaanderen is de preselectie voor Miss België in Oost-Vlaanderen. De winnares krijgt sowieso een ticket voor de finale van Miss België later dat jaar. De twee eredames kunnen hun plaats verdienen tijdens een aparte wedstrijd achter gesloten deuren waar ze vergeleken worden de eredames uit de andere provincies.
De wedstrijd wordt sinds 2007 georganiseerd door Joke van de Velde.

## Erelijst
| Jaar | Winnares                | Stad/Gemeente    | Opmerkingen                                       |
| ---- | ----------------------- | ---------------- | ------------------------------------------------- |
| 2025 | Imani Sadek             | Sint-Gillis-Waas | 5de eredame Miss België 2025                      |
| 2024 | Julie Mortier           | Oudenaarde       | Tweede eredame Miss België 2024                   |
| 2023 | Blendina Sejfija        |                  |                                                   |
| 2022 | Shania Verbeurgt        | Brakel           | Top 15 Miss België 2022                           |
| 2021 | Kedist Deltour          | Nazareth         | Miss België 2021                                  |
| 2020 | Chelsy De Witte         | Zelzate          | Top 15 Miss België 2020                           |
| 2019 | Julie Boone             | De Klinge        | 4e eredame Miss België 2019                       |
| 2018 | Emilie Van Ooteghem     | Gent             |                                                   |
| 2017 | Liesbeth Claus          | Assenede         | 3e eredame Miss België 2017                       |
| 2016 | Stephanie Geldhof       | Erpe-Mere        | 1e eredame Miss België 2016                       |
| 2015 | Kawtar Riahi Idrissi    | Ninove           | Top 12 Miss België 2015                           |
| 2014 | Axandre Van den Hende   | Destelbergen     |                                                   |
| 2013 | Virginie Depoortere     | Merelbeke        |                                                   |
| 2012 | Elien Van Stichel       |                  |                                                   |
| 2011 | Larissa de Castro       | Sint-Niklaas     | Tweede eredame Miss België 2011                   |
| 2010 | Elke Van Den Borre      | Roosdaal         | Top 5 Miss België 2010                            |
| 2009 | Stefanie Dehennin       | Bavegem          | Top 10 Miss België 2010                           |
| 2008 | Charlotte Van De Vijver | Gent             | Tweede eredame Miss België 2008                   |
| 2007 | Elise Vanden Brande     | Sint-Niklaas     | Tweede eredame Miss België 2007                   |
| 2006 | Charlotte Van de Vijver | Gent             | Derde eredame Miss België 2005                    |
| 2005 | Barbara Steeman         | Lokeren          | Tweede eredame Miss België 2005                   |
| 2004 | Valerie Pieters         | Dendermonde      |                                                   |
| 2003 | Jessica Fewan           | Wetteren         |                                                   |
| 2002 | Annemieke De Tollenaere | Haaltert         |                                                   |
| 2001 | Bruinhilde Verhenne     | Oudenaarde       | Miss Belgian Beauty 2002 / Top 5 Miss België 2001 |
| 2000 | Joke van de Velde       | Gent             | Miss België 2000                                  |
| 1999 | Edwige Veermeer         |                  |                                                   |
| 1998 | Sara Lopez              |                  |                                                   |
| 1997 | Wendy Strubbe           |                  |                                                   |